# Geschichte der Psychotherapie
Die Geschichte der Psychotherapie beschreibt die Entwicklung „moderner“ psychotherapeutischer Ansätze ab Ende des 19. Jahrhunderts sowie deren kulturelle Vorgeschichte.

## Kulturelle Vorgeschichte
In vielen Kulturen war und ist die Idee der psychischen Störung nicht vorhanden oder in religiöse Kontexte eingebunden. Manche Krankheiten wurden als Folge (dämonischer) Besessenheiten oder Flüche verstanden. Einige der genannten Kriterien treffen auf die damaligen „Behandlungen“ durchaus zu, wie z. B. dass Krankheiten behandelt werden sollten, dass entsprechende (explizite oder implizite) Vereinbarungen vorlagen und die Behandlungsmethoden auf dem Hintergrund der kulturell gültigen Theorien erfolgten.
Nicht immer klar davon abzugrenzen waren die „medizinischen Behandlungen“. Seit den Jägern und Sammlern ist die schamanische Medizin tief in Religion und Mystizismus verankert war. Die Behandlung psychischer Störungen und Krankheiten umfasste über viele Jahrtausende sowohl die Ausführung bestimmter Rituale oder Verhaltensweisen, als auch die Verabreichung von Wirkstoffen (Drogen) aus Pflanzen (Phytopharmaka), Tieren oder Mineralien.
Erste Darstellungen von psychischen Störungen verfasste etwa 400 v. Chr. der griechische Arzt Hippokrates. Sein Werk enthält Beschreibungen von Depressionen und Wahnvorstellungen, aber auch von Betrunkenheit und Delirien. Zur Ursache für all diese Störungen erklärte er, wie für alle anderen Krankheiten auch, ein Ungleichgewicht zwischen den Körperflüssigkeiten.
Im Mittelalter war das Wissen um die Existenz von seelischen Krankheiten nicht völlig verloren gegangen; die Viersäftelehre von den Körperflüssigkeiten war zum Beispiel auch durch Hildegard von Bingen für Stimmungsstörungen anerkannt und angewandt. Aber Kranke mit Psychosen, Hysterien, Epilepsie und manchen hirnorganischen Veränderungen mit Stimmenhören und Wahnideen galten als besessen von Satan und bösen Geistern und wurden nicht nur mit zwecklosen Exorzismen, sondern oft auch durch grausame Methoden traktiert und weggesperrt. Andererseits gab es seit dem siebten Jahrhundert Klosterspitäler, die Epileptiker nach den Regeln der Nächstenliebe pflegten.
Davon zu unterscheiden ist die Vielzahl psychosomatischer Störungen und Begleitsymptome mit Angst und Schmerz, die protrahierten Blutungen, Schlafstörungen, Dysmenorrhoen, sowie Hilfe bei Entbindungen und chirurgischen Eingriffen und vieles andere. Die damaligen mittelalterlichen Therapiemethoden, zunächst vor allem von Mönchsärzten betrieben, bestanden aus einer Art Gesprächstherapie mit Beschwörungen von Krankheitsdämonen, mit Segenstexten und Heilgebeten, die über Imaginationen, Narrationen, perturbierende Inkongruenzrhetorik, metaphorische Konstruktionen, Sprechgesänge via „labeling emotions“, Emotionsregulierung, zur Entspannung und Ermutigung beitrugen. Sie entsprachen inhaltlich der Struktur der christozentrischen Gesellschaft und funktional einer im heutigen Sinne Trance- oder Hypnoid- bildenden Imaginationsmethode. Ihre hirnorganischen Wirkungsprofile können nachgezeichnet werden. Bis in die frühe Neuzeit sind z. B. Augensegen, Blutsegen, Fiebersegen, Gicht- und Beulenbeschwörungen, Kräuterbesegnungen in den Codices der Klöster und den Standardwerken der Ärzte unmittelbar neben den praktischen Maßnahmen eingeschrieben, womit ein simultaner Gebrauch im Sinne einer Tendenz zu Ganzheitsmedizin belegt ist.
Erst im späten 18. Jahrhundert belebte der französische Arzt Philippe Pinel mit neuen Methoden die medizinische Behandlung „seelischer“ Störungen (schizophrene Psychosen) neu. Aus diesem Neuanfang entwickelte sich die Tradition der modernen Psychiatrie, bei der bis heute deutliche Überschneidungen mit der erst später entstandenen Psychotherapie bestehen, wie die Geschichte der Psychiatrie zeigt.

## Psychotherapiegeschichte

### Geschichte nach Richtungen
- Psychoanalyse: Aus der Medizin und insbesondere der Psychiatrie entwickelte sich die Psychotherapie etwa zeitgleich mit der „modernen (empirischen) Psychologie“, deren Anfang in Wilhelm Wundts psychophysikalischen Experimenten ab ca. 1860 gesehen wird. Die ersten genuin psychotherapeutischen Methoden werden Sigmund Freud zugeschrieben, obwohl er auf den Arbeiten von Franz Anton Mesmer, Jean-Martin Charcot und Pierre Janet aufbaute (siehe den Artikel Die Entdeckung des Unbewussten). Freud begann Ende des 19. Jahrhunderts, sich mit psychischen Störungen zu befassen, und entwickelte aus seinen Forschungen die Psychoanalyse. Er lehrte seine Methodik und bildete im Laufe der Zeit viele Psychoanalytiker aus, die die Psychoanalyse weiterentwickelten oder zum Teil auch veränderten (u. a. Alfred Adler, Wilhelm Reich [siehe auch unter „Körperpsychotherapie“] und C. G. Jung).
Siehe auch: Geschichte der Psychoanalyse
- Verhaltenstherapie: Ebenfalls am Ende des 19. Jahrhunderts entwickelte sich vor allem an amerikanischen Universitäten aus einem radikal positivistischen Standpunkt der sogenannte Behaviorismus, der spekulative Konstrukte wie z. B. „psychische Struktur“ und „psychische Dynamik“ kategorisch ablehnte. Die „Behavioristen“ (u. a. Edward Lee Thorndike, John B. Watson und später Burrhus Frederic Skinner) entwickelten anhand von experimentell entwickelten Lerntheorien die ersten Vorläufer der Verhaltenstherapie (siehe Konditionierung). In den 1980er Jahren fand in den verhaltenstherapeutischen Instituten die sogenannte „kognitive Wende“ statt, bei der erstmals auch in der Verhaltenstherapie Introspektion, Gedanken und Emotionen stärker in die Therapie einbezogen wurden. Daraus entwickelte sich neben spezifischen Richtungen der Verhaltenstherapie (Rational Emotive Therapie nach Ellis, Kognitive Therapie nach Beck) eine insgesamt erweiterte Verhaltenstherapie.
- Gesprächspsychotherapie: Im Jahr 1938 begann der amerikanische Psychologe Carl Rogers in seinen Psychotherapien die sogenannte Klientenzentrierte Psychotherapie zu praktizieren (die auch vielfach zu den humanistischen Psychotherapieverfahren gezählt wird).
- Weitere Formen der Humanistische Psychotherapie, Gestalttherapie und Körperpsychotherapie: Im Jahr 1951 begründeten Fritz und Laura Perls und Paul Goodman die eher hermeneutisch-phänomenologisch orientierte und auf eine Förderung der Selbstwahrnehmung und Aufmerksamkeit des Patienten sich selbst gegenüber (im Engl.:„awareness“) abzielende Gestalttherapie. Diesem und nachfolgend entwickelten Therapieverfahren gemeinsam ist ein Menschenbild, das die Annahme auch „innerpsychischer“ oder unbewusster Prozesse beinhaltet. Sie gründen sich auf der sog. „humanistischen Psychologie“. Diese bemüht sich, in ihre Theorien den Menschen als ganzes einzubeziehen, sieht ihn als Beziehungswesen sowie als für sich selbst verantwortliches und entscheidendes Individuum. Aus diesem Grund ist das Ziel aller humanistischen Psychotherapien, das „gute Wesen“ des Menschen zu fördern. Eine Weiterentwicklung dieses Ansatzes besteht in der Einbeziehung des Körpers in die Diagnose und den psychotherapeutischen Prozess, wie sie schon der Psychoanalytiker Wilhelm Reich praktizierte. Modernste neurologische Forschungen (Spiegelneuronen, Damasio) erhärten diesen Ansatz der Körperpsychotherapie. Ab 1980 entwickelte und lehrte Hans-Werner Gessmann das Humanistische Psychodrama.
- Systemische Therapie: Etwa parallel zur Entwicklung des Behaviourismus forschten Psychotherapeuten und auch Sozialpädagogen weltweit an den Zusammenhängen zwischen psychischen Störungen und familiären Bedingungen. Vor allem in der Behandlung der Schizophrenien wurde in den 1960er Jahren in unterschiedlichen Instituten an familientherapeutischen oder „systemischen“ Konzepten gearbeitet. Hieraus entwickelte sich die Systemische Therapie und Familientherapie, mit ihren unterschiedlichen Ausprägungen (Strukturelle oder Strategische Familientherapie, Mehrgenerationenfamilientherapie, Lösungsorientierte Therapie). Der gemeinsame Nenner der Systemischen Therapien liegt in der Annahme, Psychische Probleme entstünden als Symptom in größeren menschlichen Systemen (z. B. Familien) und seien am einfachsten auch in diesem Zusammenhang versteh- und veränderbar, auch wenn Einzelpersonen (Indexpatienten) als „Symptomträger“ auftreten. Inzwischen werden systemische Therapien sowohl als eigenständige Behandlungsmethode gelehrt, als auch in andere Therapieformen integriert. So gibt es sowohl tiefenpsychologische, humanistische als auch verhaltenstherapeutische und integrierte Formen der Familientherapie.
- Neuere Entwicklungen: In den 1980er Jahren entstanden mehrere neue Therapieverfahren, vor allem für die Behandlung von Ängsten und traumatischen Erinnerungen (z. B. EMDR nach Shapiro und Somatic Experiencing nach Levine). Zum Teil beruhen diese Methoden, die meist der Körperpsychotherapie zugeordnet werden, auf dem Bemühen, die „Achtsamkeit“ (im engl. Sprachgebrauch: „Awareness“, vgl. Gestalttherapie) des Klienten auf seine emotionalen und körperlichen Reaktionen zu stärken, zum Teil – unter anderem beeinflusst durch asiatische Philosophien (Zen-Buddhismus, Traditionelle Chinesische Medizin [=„TCM“]) – arbeiten sie mit der Annahme eines „Energiesystems“ im menschlichen Körper (die sogenannte „Energetische Psychologie“), und zum anderen nutzen sie neuere Erkenntnisse der bildgebenden Neurophysiologie, um psychotherapeutische Veränderungen zu erleichtern. Diese neuen Therapieverfahren sind teilweise wissenschaftlich noch nicht abgesichert und teilweise umstritten.

### Geschichte nach Ländern

#### Deutschland
Der Psychiater Ernst Speer, Betreiber einer privaten Fachklinik für Psychotherapie in Lindau am Bodensee und Autor eines 1949 erschienenen Lehrbuches der ärztlichen Psychotherapie, war einer der Begründer der Psychotherapie und designierter Inhaber des ersten Psychotherapie-Lehrstuhls in Deutschland.
Die Gesprächspsychotherapie wurde im deutschsprachigen Raum vor allem durch das Ehepaar Reinhard und Annemarie Tausch bekannt. Psychologiestudenten konnten eine Ausbildung in Psychotherapie beginnen, was damals (1967) einmalig in Deutschland war.

#### DDR
Wie in der BRD sind die Anfänge durch die Tradition einer in der Medizin verankerten ärztlichen Psychotherapie gekennzeichnet. Die neuen staatlich organisierten Strukturen des Gesundheits- und Sozialwesens bedingten, dass auch Psychotherapie unter ärztlicher Leitung sowohl von Ärzten als auch von Psychologen erbracht und wie alle medizinischen Leistungen von der obligatorischen Sozialversicherung finanziert und nicht aus Kostengründen begrenzt waren.
Zentren waren seit 1949 bzw. 1957 Berlin (Kurt Höck im Haus der Gesundheit), seit 1951 Jena (Hellmuth Kleinsorge und Gerhard Klumbies Abteilung für Internistische Psychotherapie), seit 1953 Leipzig (Dietfried Müller-Hegemann Spezialabteilung für Psychotherapie an der Karl-Marx-Universität Leipzig, anfangs ebenso wie bis 1962 im Zentralinstitut für Herz-Kreislauf-Regulationsforschung der Akademie der Wissenschaften Berlin-Buch vor allem Schlaftherapie, Autogenes Training, Hypnose und Milieutherapie als Alternative zu westlichen psychoanalytischen Konzeptionen unter Bezug auf Pawlow und seine materialistische Auffassung psychosomatischer Zusammenhänge. Ab 1962 hat Christa  Kohler dort unter Umsetzung sozialpsychologischer und lerntheoretischer Erkenntnisse eine „Kommunikative  Psychotherapie“  umgesetzt), 1958 Berlin (Individualtherapie von Karl Leonhard, die konzeptionell verhaltenstherapeutisch orientiert ist – ab 1976 weitergeführt von Helmut Kulawik als psychodynamisch orientierte Psychotherapie) und ab 1963 Uchtspringe (Harro Wendt gemeinsam mit Irmfried Tögel mit seiner „Dynamischen  Einzeltherapie“).
1963 wurden die „Rodewischer  Thesen“  als Ergebnis eines internationalen Symposiums verabschiedet, die eine Reorganisation der traditionell bestehenden großen psychiatrischen Krankenhäuser und des kustodialen Verwahrprinzips der alten Psychiatrie durch Öffnung der geschlossenen Anstalten, Gleichstellung von körperlich und psychisch kranker Menschen und die Entwicklung eines Netzwerkes komplexer Behandlungsangebote proklamierten. Diese von ministerieller Seite als verbindliche Empfehlung akzeptierten Anliegen wurden in den „Brandenburger  Thesen“  von 1972 über „Probleme  der  Therapeutischen  Gemeinschaft“, weitergeführt. Unter Leitung von Klaus Weise wurde in Leipzig eine Sektorisierung der psychiatrischen Betreuungseinrichtungen realisiert.
Auch aus der Klinischen Psychologie gab es entsprechende Entwicklungen: 1969 Berlin (Johannes Helm, Inge Frohburg und Jürgen Mehl Ausbildung in Gesprächspsychotherapie und Verhaltenstherapie) 1974 Leipzig (Manfred Vorwerg und Harry Schröder handlungstheoretisch fundierte Form der Familientherapie, verschiedene sozialpsychologisch begründete Trainingsprogramme zur Erhöhung sozialer Kompetenzen).
Die Psychotherapeuten waren in der Sektion Klinische Psychologie der Gesellschaft für Psychologie der DDR wie auch in der Gesellschaft für Ärztliche Psychotherapie (Mitglieder etwa zur Hälfte Psychologen) organisiert.
Nachfolgend gewannen die Gesprächstherapien über die universitären Ausbildungen größeren Einfluss. 1978 war es Ärzten möglich, einen „zweiten Facharzt“ im Fachbereich Psychotherapie zu erwerben, für den es ab 1985 eine formalisierte Weiterbildung gab. Die Psychotherapie etablierte sich zunehmend und ihre Weiterentwicklung wurde maßgeblich von Psychologen mit übernommen. Seit 1980 konnten diese den Titel „Fachpsychologe in der Medizin“ erwerben, der ihre psychotherapeutische Kompetenz ausdrückte. Eine außeruniversitär entwickelte Therapieform war die Intendierte Dynamische Gruppenpsychotherapie, welche von Kurt Höck am Haus der Gesundheit in Berlin entwickelt wurde. Es wurde eine Integration von psychoanalytischen und gruppendynamischen Konzepten angestrebt und das psychoanalytische Krankheits- und Persönlichkeitsmodell zugrunde gelegt. Psychoanalytische Techniken und gleichzeitig die Phänomene der Gruppendynamik wurden für den therapeutischen Prozess genutzt. Mehr als 200 Ärzte und Psychologen wurden darin ausgebildet.
Die Einstellungen der in der DDR tätigen Psychotherapeuten zur Politik ihres Staates waren verschieden. Viele bezeichneten sich selber als der DDR gegenüber als „kritisch“  eingestellt oder machten eine „gegnerische Haltung“ geltend. Allerdings geht aus den zugänglichen Stasiakten geht hervor, dass mehrere führende Psychotherapeuten „operativ bearbeitet“ wurden, also beobachtet und ausgehorcht wurden. Einige Fachvertreter waren als Inoffizielle Mitarbeiter für die Stasi tätig und haben unter Missachtung ihrer beruflichen Schweigepflicht ihre Patienten wie auch Kollegen ausgehorcht, um diese Informationen dem Staat weiterzugeben. Bislang ist das Ausmaß der Verstrickung der Psychotherapeuten der DDR mit der Stasi unklar.